# Dawny biurowiec Siemensa w Łodzi

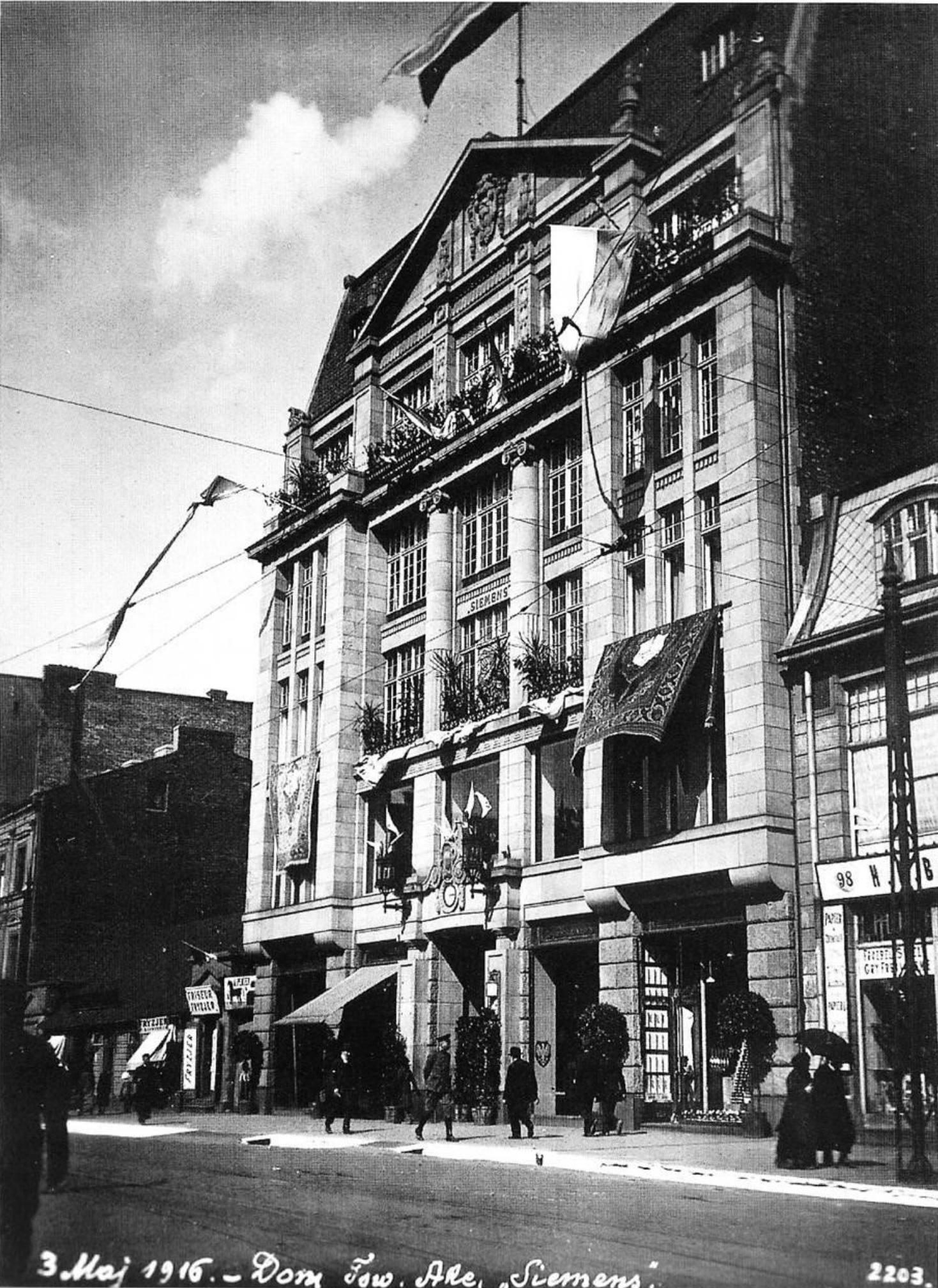
Widok na siedzibę firmy Siemens od strony ulicy Piotrkowskiej, rok 1916

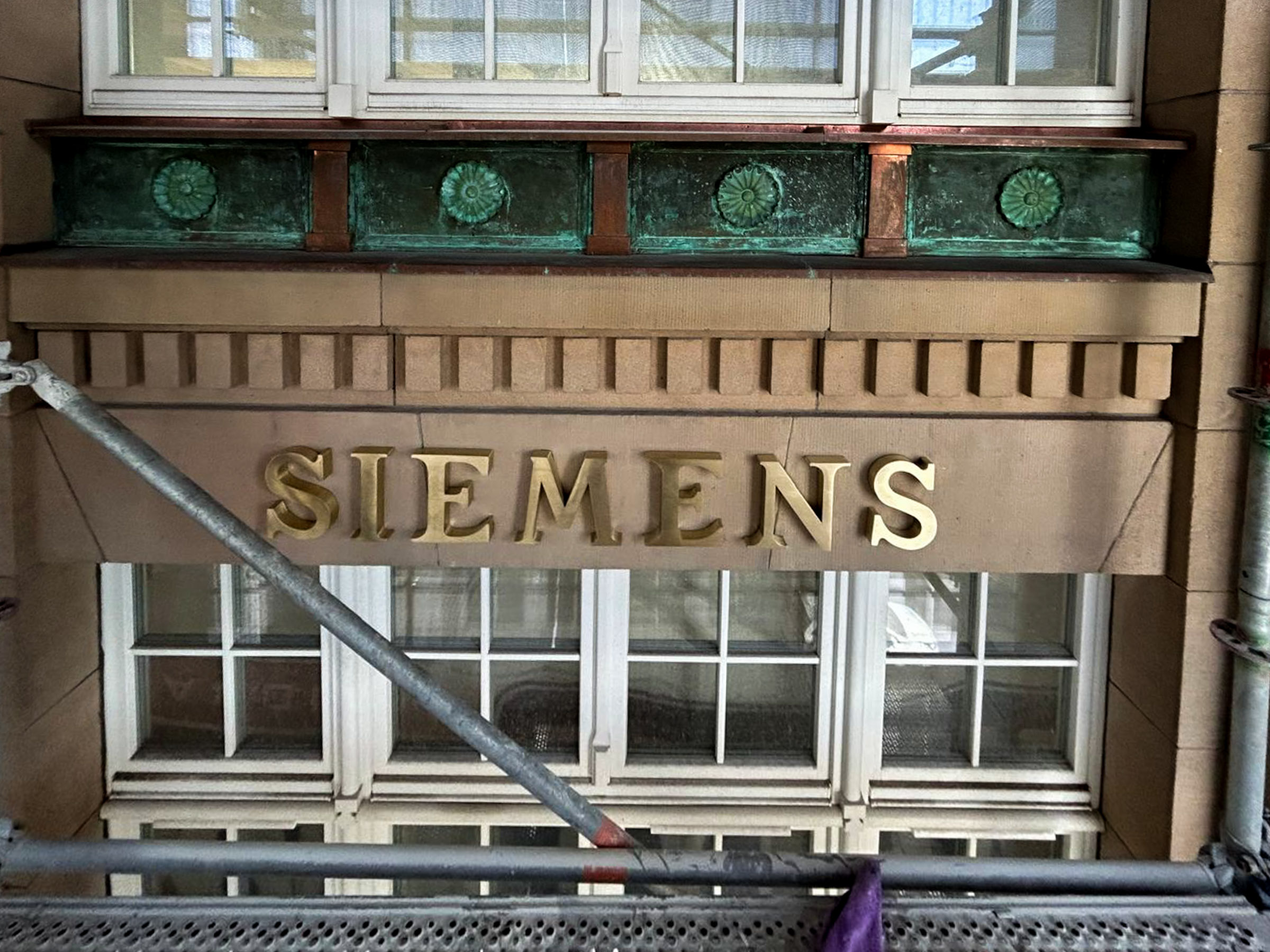
Napis Siemens na elewacji frontowej Kamienicy Siemensa, odtworzony według oryginalnego wzorca

Dawny biurowiec Siemensa – kamienica znajdująca się przy ulicy Piotrkowskiej 96 w Łodzi.

## Historia
Projekt budynku powstał na zlecenie Towarzystwa Zakładów Elektrotechnicznych „Siemens i Halske”, które w roku 1910 zakupiło działkę od spadkobierców Samuela Czamańskiego.
Sześciokondygnacyjny budynek oddano do użytku w 1913 roku, a jego fasada wyróżnia się już na tle secesyjnej zabudowy Łodzi, m.in. ogromnymi przeszkleniami, okładziną z naturalnego piaskowca oraz stylem nawiązującym do architektury Berlina, Paryża czy Wiednia. Gmach jest jednym z najlepszych dzieł architektonicznych Łodzi początku XX wieku, wpisany do rejestru zabytków pod numerem A/72 z 20.01.1971 jako „Kamienica wielkomiejska – dawna siedziba Siemensa, charakterystyczny przykład klasycznego modernizmu w architekturze”.
Okazała kamienica była siedzibą firmy „Siemens & Halske” – dostawcy i wykonawcy instalacji elektrotechnicznych w łódzkich przędzalniach, tkalniach i drukarniach. Była to jedna z kilku spółek, które po konsolidacji w 1966 roku utworzyły potentata branży elektrycznej, niemiecką firmę Siemens. W 1913 roku na parterze budynku został otwarty dom handlowy z wyrobami firmy "Siemens", w którym sprzedawano innowacyjne wówczas AGD, zgodnie z plakatami reklamowymi m.in. „ostatni wyraz techniki - elektryczne odkurzacze”, froterki, „telefony indukcyjne i bateryjne” czy „rurki do karbowania włosów”.
W 1914 roku w budynku funkcjonowały luksusowe delikatesy braci Ignatowicz – Fryderyka i Gustawa. Stanowiły skład win importowanych, towarów kolonialnych, delikatesów i egzotycznych owoców, zaopatrujący rezydencje fabrykantów i klasy wyższej w Łodzi.
Na początku I wojny światowej, po ucieczce z miasta władz carskich, kamienica stała się siedzibą Głównego Komitetu Obywatelskiego miasta Łodzi. Komitet utworzony z fabrykantów, duchownych wszystkich wyznań i przedstawicieli robotników zajmował się ochroną ładu publicznego i opieką socjalną nad mieszkańcami miasta w bardzo trudnym czasie wojny.
W latach 20. XX wieku Siemens sprzedał obiekt Bankowi Handlowo-Przemysłowemu. W okresie międzywojennym swoją siedzibę miał tutaj Związek Przemysłu Włóknistego w Łodzi. Łódzki Oddział posiadał tutaj również Polski Czerwony Krzyż.
Po II wojnie światowej gmach na wiele lat przejęły redakcje łódzkich gazet: mieściły się tu redakcje łódzkich gazet, m.in. Głos Robotniczy, Karuzela, Dziennik Łódzki i Express Ilustrowany. Ponadto w budynku były siedziby: Polskiej Agencji Prasowej, Łódzkiego Wydawnictwa Prasowego RSW „Prasa-Książka-Ruch” oraz łódzkiego oddziału Stowarzyszenia Dziennikarzy Polskich. Na pierwszym piętrze mieścił się Klub Dziennikarza. W tym czasie do budynku, równolegle do Kamienicy Siemensa, przylgnęła obiegowa nazwa Domu Prasy, pod jaką występował jeszcze w latach 80. XX w. w przewodnikach po Łodzi.
W 1984 na dziedzińcu kamienicy grupa Maanam nakręciła teledysk piosenki „Lucciola” w wykonaniu Kory. W 2007 roku miasto Łódź ogłosiło przetarg na sprzedaż i rewitalizację kamienicy. Budynek kupił inwestor prywatny – powstał projekt adaptacji budynku na cele usługowo-mieszkalne. Inwestycja nie została zrealizowana. Przez kilkanaście kolejnych lat projekt czeka na realizację.
W 2021 roku kamienicę kupiła VP Piotrkowska 96 sp. z o.o. Powstał projekt adaptacji budynku na luksusowe apartamenty i lokale usługowe na parterze pod powszechnie obowiązującą nazwą – Kamienica Siemensa. 13 grudnia 2022 projekt do realizacji zatwierdził Łódzki Wojewódzki Konserwator Zabytków. 7 lutego 2023 Prezydent miasta Łodzi wydał decyzję o pozwoleniu na budowę. W budynku powstaje 87 mieszkań oraz 3 lokale gastronomiczne. Generalnym wykonawcą został warszawski Conspace sp. z o.o. z Grupy Consteel sp. z o.o. Planowany termin zakończenia prac to I kwartał 2026.